# Antonio Carreño
Antonio Carreño (Parada del Sil, provincia de Orense, 1938) es un académico e investigador, ensayista y crítico literario español. Es especialista en la literatura del Siglo de Oro, y se le considera un «experto mundial en Lope de Vega» y una autoridad en la poesía española e hispanoamericana contemporánea. Cuenta también con breves incursiones en la poesía gallega (Rosalía de Castro, Eduardo Blanco Amor) y portuguesa (Camões y Fernando Pessoa). 

## Biografía
Sus primeros estudios de docencia se realizaron en la Escuela Normal de Magisterio, en Orense (Galicia). Opositó al cuerpo de funcionarios del Estado, obteniendo un puesto como Maestro Nacional en 1965. Ya en Estados Unidos, y después de cuatro años como profesor de español en dos escuela privadas (Preparatory Schools), obtuvo un máster en Trinity College, Hartford, Conneticut (1971), con especialidad en literatura hispanoamericana. Cuatro años después se doctoró por la Universidad de Yale (1975), previos los grados de Maestría en Artes (M.A.) y Maestría en Filosofía (M.Phil.) de la misma universidad. En 1986 obtuvo el título honorífico de Master ad Eundem, Brown University. Como profesor visitante impartió clases en la Universidad de Mar del Plata (Argentina), Universidad de Santiago de Compostela (España), Universidad de Valencia, Boston College y en la Universidad de Kentucky (Lexington). Fue también profesor visitante del programa de la Universidad de Massachussets en Salamanca (1989-1991). Y ejerció como docente y como director asociado del programa de Maestría y de Doctorado en la Escuela Española de verano de Middlebury College (Vermont). En 2017, coincidiendo con la celebración del centenario de la fundación de la Escuela Española de Middlebury College, Antonio Carreño fue seleccionado como uno de los profesores más distinguidos en los cien años desde la fundación de la Escuela Española. En la actualidad trabaja en una extensa monografía sobre la poesía de Lope de Vega, En muchos cuerpos repetido. Nuevos estudios sobre Lope de Vega. Su hija, María Lilia Carreño Rodríguez es profesora de español y francés en una escuela pública del estado de Vermont; su hijo, Antonio Carreño Rodríguez es docente, es crítico literario e investigador en la George Mason University (Virginia, EE. UU.).
Su investigación se centró en el Siglo de Oro, la literatura española contemporánea y la literatura gallega, así como en Las Lusíadas de Camões y Fernando Pessoa.

## Obras

### Libros
- El romancero lírico de Lope de Vega, Madrid, Gredos, 1979.

- La dialéctica de la identidad en la poesía contemporánea. La persona, la máscara Madrid, Gredos, 1982.
- Crónicas desde la Ribeira Sacra. Entre dos mundos, Orense, Diputación Provincial de Orense, 2010.
- Crónicas de un maestro rural. De Boston a la Ribeira Sacra, Madrid, Editorial Huerga & Fierro, 2014.
- Que en tantos cuerpos vive repetido. Las voces líricas de Lope de Vega. Cátedra, 2020.
- Las esquinas del tiempo. Huerga y Fierro Editores, 2022.

### Ediciones críticas
- Lope de Vega, Cartas (1603-1633), Madrid, Editorial Cátedra, 2018, 684 pp.
- Lope de Vega, Corona trágica, ed. de Antonio Carreño-Rodríguez y Antonio Carreño, Madrid, Editorial Cátedra, 2014.
- Lope de Vega, Poesía selecta. Nueva edición. Madrid, Editorial Cátedra, 2013.
- Lope de Vega, Pastores de Belén. Edición revisada, Madrid, Editorial Cátedra, 2010.
- Luis Vélez de Guevara, «estudio introductorio», El Hércules de Ocaña, Newark, Delaware, Juan de la Cuesta, 2008.
- Lope de Vega, Laurel de Apolo, Madrid, Editorial Cátedra, 2006. Lope de Vega, Rimas sacras, en colaboración con Antonio Sánchez Jiménez, Universidad de Navarra, Iberoamericana, Vervuert, 2007.
- Lope de Vega, Rimas humanas y divinas del licenciado Tomé de Burguillos, La Gatomaquia, Salamanca, Ediciones Almar, 2002.
- Lope de Vega, Novelas a Marcia Leonarda, Madrid, Editorial Cátedra, 2002, 3a ed., 2011.
- Luis de Góngora, Romances, 7a edición revisada, Madrid, Editorial Cátedra, 2016.
- Lope de Vega, Rimas humanas y otros versos, Barcelona, Editorial Crítica, 1998.
- Lope de Vega, Pastores de Belén, Barcelona, Promociones y Publicaciones Universitarias, Textos Universitarios, 1991; edición revisada y ampliada Madrid, Cátedra, 2010.
- Lope de Vega, El castigo sin venganza, Madrid, Editorial Cátedra, 1990, 8ª ed. revisada, 2010.
- Lope de Vega, Poesía selecta (Madrid, Editorial Cátedra, 1984; 7a ed., 2013).
- Que en tantos cuerpos vive repetido (Las voces líricas de Lope de Vega). Cátedra, 2020.

### Ediciones divulgativas
- Lope de Vega, El perro del hortelano, Madrid, Espasa-Calpe, 1991.

- Lope de Vega, Obras completas. Poesía I: La Dragontea, Isidro, Fiestas de Denia, La hermosura de Angélica, Madrid, Biblioteca Castro, 2002.
- Lope de Vega, Obras completas. Poesía II: Rimas, Rimas sacras, Rimas humanas y divinas del licenciado Tomé de Burguillos, La gatomaquia, Madrid, Biblioteca Castro, 2003.
- Lope de Vega, Obras completas. Poesía III: La Jerusalén conquistada, Madrid, Biblioteca Castro, 2003.
- Lope de Vega, Obras completas, Poesía IV: La Filomena, La Circe, Madrid, Biblioteca Castro, 2003.
- Lope de Vega, Obras completas, Poesía V: Triunfos divinos, La Virgen de la Almudena, Isagoge a los Reales Estudios de la Compañía de Jesús, Corona trágica, Laurel de Apolo, Madrid, Biblioteca Castro, 2004.
- Lope de Vega, Obras completas, Poesía VI, Huerto deshecho, Égloga a Claudio, La Vega del Parnaso, otros versos, Madrid, Biblioteca Castro, 2004.
- Lope de Vega, Obras completas. Prosa III, Epistolario, Madrid, Biblioteca Castro, 2008.

### Ediciones dirigidas
- Actas do Segundo Congreso de Estudios Galegos, ed. Antonio Carreño, Vigo, Editorial Galaxia, 1991.

## Reconocimientos y distinciones
- Premio "Ramón Menéndez Pidal" de la Real Academia Española (1978).[4]
- Cruz de la Encomienda de la Reina Isabel la Católica otorgada por el Rey de España (1988).
- W. Duncan Family Professor in the Humanites (Brown University (1993-2006)).
- American Philosophical Society (Beca), 1983, 1985.
- American Council of Learned Socities (beca), 1982, 1984.
- Fulbright Fellowship (1984).
- Guggeheim Fellowship (1985).
- The Foreign Ministry of Spain, Research grant, 1979, 1987, 1995.
- Cabaleiro da Orden Enxebre Orden de Viera (1994) · Nombrado Caballero de la Orden de la Vieira.[4]
- Homenaje a Antonio Carreño: «Rompa con dulces números el canto», Homenaje a Antonio Carreño, ed. de Chad J Leahy y Antonio Sánchez Jiménez, Anejo,Rilce. Revista de Filología Hispánica, 2010, 1-260.
- Nombrado «Fillo Predilecto e Medalla de Ouro do Concello de Parada de Sil») Orense (2017), previamente, en 2010, placa de distinción en su casa familiar.
- Presidente de la Asociación Internacional de Estudos Galegos.[4]
- Vicepresidente de la Asociación Internacional de Hispanistas.[4]